# 閃光 (［Alexandros］の曲)
『閃光』（せんこう）は、[Alexandros]の楽曲。2021年5月5日にユニバーサルミュージックから通算19枚目のシングルとしてリリースされた。表題曲「閃光」は、松竹配給劇場アニメ『機動戦士ガンダム 閃光のハサウェイ』の主題歌に起用されている。同曲はCDの発売に先駆け、同年4月28日に先行配信された。2023年に2曲目の再生回数1億を達成。

## 背景
前作『Beast』から約6か月振りのリリースとなっている。ドラムの庄村聡泰が局所性ジストニアにより勇退し、庄村が休養中にサポートドラムとして参加してきたリアド偉武がバンドに正式加入して新体制となって初のリリースである。
劇場アニメ『機動戦士ガンダム 閃光のハサウェイ』への起用について、同映画のプロデューサーの小形尚弘は「ガンダムは近年海外でも人気で、今作で一緒に海外に出ていけるようなアーティストがいいなと思い、[Alexandros]にお願いしました」と理由を述べている。なお、同映画は動画配信サービス『Netflix』にて海外向けにも配信されており、海外版の主題歌には本作のカップリングとして収録されている「閃光 (English ver.)」が起用された。

## リリース
本シングルは、完全生産限定盤、初回限定盤 (DVD/Blu-ray)、通常盤の4形態で発売された。完全生産限定盤には、タイアップに併せてオリジナルガンプラ「HG 1/144 RX-78-2 GUNDAMVer. [Alexandros]」が付属しており、初回限定盤の特典DVD/Blu-rayには、通常のライブでは観られない下北沢SHELTERでの表題曲「閃光」を含む全6曲のライブ映像を収録している。
8月6日にはオリジナルバージョンと英語バージョン、インストゥルメンタルバージョンに加えて、3月に千葉・幕張メッセで開催されたワンマンライブからのライブ音源を収録した『閃光 (Deluxe Edition)』が配信された。

## チャート成績
2021年4月28日に先行配信された本楽曲は、5月5日公開（集計期間：2021年4月26日-5月2日）の「Billboard Japan Download Songs」で12,518DLを売り上げ、3位に初登場した。CDが発売された翌週のビルボード・ジャパンチャートでは、フィジカルセールス4位（11,743枚）、DL5位（12,986DL）、ストリーミング87位を記録し、総合チャート「JAPAN HOT 100」では最高位となる15位を獲得した。
(2023年5月3日)ビルボード・ジャパンで再生回数が自身2曲目の1億を達成。
2021年6月11日にタイアップ先の映画が公開されると、6月16日公開の「Download Songs」で前週51位から9位（7,217DL）までジャンプアップ。翌週の同チャートでは5位（11,081DL）にまで順位を伸ばした。
2024年5月、2023年度のJASRAC賞銅賞を受賞した。

### 認定と売上
|                                | 認定 (RIAJ) | 売上/再生回数 |
| ------------------------------ | ----------- | ------------- |
| ダウンロード                   | ゴールド    | 123,000 DL    |
| ストリーミング                 | 未公表      | -             |
| ※認定のみに基づく売上/再生回数 |             |               |

## ミュージックビデオ
表題曲のMVは、2021年4月28日に同曲の先行配信の開始と合わせて公開された。ビデオは、ガンダムのモビルスーツが架空のガンダリュウム合金で作られているというストーリーを踏まえ、港も擁する約1000万平方メートルの広大な敷地を持つ、日本製鉄東日本製鉄所鹿島地区の中で、3日間かけて撮影された。監督は、[Alexandros]のマネージャーが務めた。

## 収録内容
| 全作詞・作曲: 川上洋平、全編曲: [Alexandros]、Takashi Saze。 |                                                     |          |            |      |
| #                                                            | タイトル                                            | 作詞     | 作曲・編曲 | 時間 |
| 1.                                                           | 「閃光」                                            | 川上洋平 | 川上洋平   | 4:25 |
| 2.                                                           | 「閃光 (English ver.)」(英詞：川上洋平、Kris Roche) | 川上洋平 | 川上洋平   | 4:25 |
| 3.                                                           | 「閃光 (Instrumental)」                             | 川上洋平 | 川上洋平   | 4:25 |
| 合計時間:                                                    | 合計時間:                                           | 13:16    |            |      |

| #  | タイトル                  | 作詞 | 作曲・編曲 |
| -- | ------------------------- | ---- | ---------- |
| 1. | 「Adam's Apple Pie」      |      |            |
| 2. | 「Revolution, My Friend」 |      |            |
| 3. | 「My Blueberry Morning」  |      |            |
| 4. | 「Stimulator」            |      |            |
| 5. | 「閃光」                  |      |            |
| 6. | 「For Freedom」           |      |            |

| #         | タイトル                | 作詞  | 作曲・編曲 | 時間 |
| --------- | ----------------------- | ----- | ---------- | ---- |
| 1.        | 「閃光 (Live ver.)」    |       |            | 5:10 |
| 2.        | 「閃光」                |       |            | 4:26 |
| 3.        | 「閃光 (English ver.)」 |       |            | 4:26 |
| 4.        | 「閃光 (Instrumental)」 |       |            | 4:26 |
| 合計時間: | 合計時間:               | 18:26 |            |      |

## 楽曲解説
閃光
松竹配給劇場アニメ『機動戦士ガンダム 閃光のハサウェイ』主題歌。
印象的なギターのリフが強いインパクトを与える刺激度の高いサウンドとアレンジで、ガンダムの壮大なストーリーを彩る高揚感に包まれるロックナンバーに仕上がっている。
2021年4月28日に各配信サイトにて先行配信され、MVも公開された。
閃光 (English ver.)
松竹配給劇場アニメ『機動戦士ガンダム 閃光のハサウェイ』海外版主題歌。
閃光 (Live ver.)
2021年3月21日の幕張メッセ国際展示場9~11ホール公演での音源。

## カバー
- Afterglow［美竹蘭（佐倉綾音）］×レイヤ（Raychell） - ゲーム『バンドリ! ガールズバンドパーティ!』に収録（2023年1月2日追加）[26]。
- 相羽あいな - カバーソングプロジェクト「CrosSing」第28弾として2023年5月17日に配信リリースされた[27][28]。